# У Синьсюн
У Синьсю́н (кит. упр. 吴新雄, пиньинь Wú Xīnxióng, род. октябрь 1949) — китайский политический деятель.
Член КПК с 1979 года, член ЦК КПК 17-18 созывов (кандидат 16 созыва). Депутат ВСНП.

## Биография
По национальности хань.
Окончил Нанкинский технологический университет, бакалавр химии.
С 1992 года заместитель, в 1997—2001 гг. мэр и замглавы горкома КПК г. Уси.
В 2001-2003 годах глава Наньчанского (столица пров. Цзянси) горкома КПК.
С 2003 года 1-й заместитель, в 2006-2011 годах губернатор пров. Цзянси (Восточный Китай), сменил Хуан Чжицюаня.
В 2011-2013 годах глава Государственного комитета по контролю и управлению электроэнергетической отраслью КНР (ГККУЭО).
С 2013 года зампред Нацкомитета развития и реформ КНР и глава Национального агентства по энергетике (Государственного управления по делам энергетики).